# Titularbistum Neapolis in Pisidia
Neapolis in Pisidia (italienisch Neapoli di Pisidia) ist ein Titularbistum der römisch-katholischen Kirche. Es geht zurück auf ein ehemaliges Bistum der antiken Stadt Neapolis in der kleinasiatischen Landschaft Pisidien in der heutigen Türkei.
| Titularbischöfe von Neapolis in Arabia |                   | |                   |              |
| Nr.                                    | Name              | Amt | von               | bis          |
| 1                                      | Pietro Sigismondi | Apostolischer Delegat in der Demokratische Republik Kongo und Ruanda Sekretär der Kongregation für die Verbreitung des Glaubens | 16. Dezember 1949 | 25. Mai 1967 |